# Интерахамве
Интерхамве је хуту паравојна организација која је уживала потпору хуту владе за време и после Геноцида у Руанди. Већину убистава су извршили припадници Интерхмвеа.

## Организација и историја
Роберт Кајуга, Тутс, је био председник Интерхамвеа. Интерхамве је формирана од групе младих Хуту мушкараца који су били главни актери геноцида у Руанди над Тутсима 1994. године.